# François Olyff
François Eugène Dieudonné Olyff (Rukkelingen-aan-de-Jeker, 15 juni 1878 - Luik, 21 september 1954) was een Belgisch senator, uitgever en auteur.

## Levensloop
François Olyff was de zoon van hoedenmaker Hubert Egide Olyff, een overtuigd liberaal. Hij werd drukker, auteur en stichter van nieuwsbladen. In 1902 verhuisde hij naar Hasselt, waar hij de Imprimerie et librairie limbourgeoise oprichtte. In 1904 nam hij de ter ziele gegane drukkerij en boekhandel van Winand Klock over. Hij drukte er de verschillende nieuwsbladen die hij uitgaf, met duidelijk liberale strekking, zoals Vallée du Geer, De Toekomst van Limburg, Het Vrije Volk, La Vedette, Le Journal belge, Les Nouvelles, Nieuw Limburg. De Eerste Wereldoorlog betekende het einde voor sommige van die kranten.
Tijdens de oorlog gaf hij kranten uit in Den Haag en Maastricht bestemd voor Belgen in Nederland.
Olyff engageerde zich in liberale en vrijzinnige middens en behandelde in zijn bladen vooral thema's als onderwijs, kolonisatie en de taalkwestie. Hij was verder:
- lid van de algemene raad van de Ligue de l'Enseignement in Brussel,
- lid van de bestuurscommissies van de officiële middelbare onderwijsinstellingen in Hasselt,
- voorzitter van de Union libérale van het arrondissement Hasselt,
- medestichter van het permanent secretariaat van de Liberale Partij in Hasselt,
- voorzitter van de Association des journalistes libéraux, die hij in 1911 gesticht had,
- stichter van een Hasseltse afdeling van de Amitiés françaises.

Hij was een sterke tegenstander van de vernederlandsing van Vlaanderen. Hij was zelfs een voorstander van een volledige verfransing van Limburg. De provincie was immers groot geworden dankzij het prinsbisdom Luik. Volgens Olyff moest het Frans er dan ook de voertaal worden.
In 1936 werd hij verkozen tot liberaal provinciaal senator voor de provincie Limburg. Zijn geboorteplaats Rukkelingen, die nu Waals is, hoorde toen nog bij Limburg. Hij vervulde het mandaat tot in 1939. Hij werd toen gecoöpteerd senator en bleef dit tot in 1946.
Na zijn overlijden